# Ryszard Kukliński

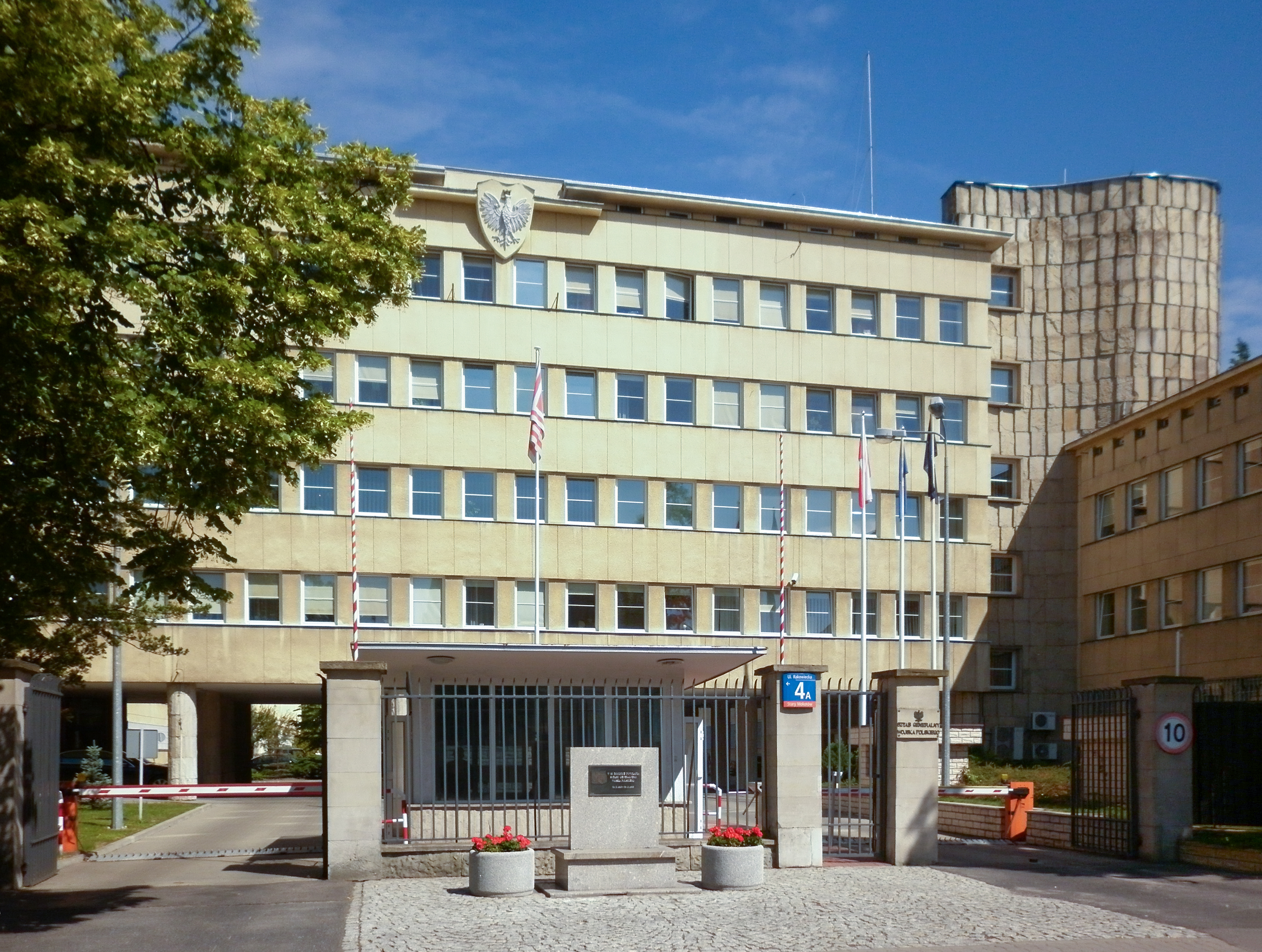
Budynek sztabu przy ul. Rakowieckiej 4a w Warszawie. Miejsce służby płk. Ryszarda Kuklińskiego w latach 1964–1981

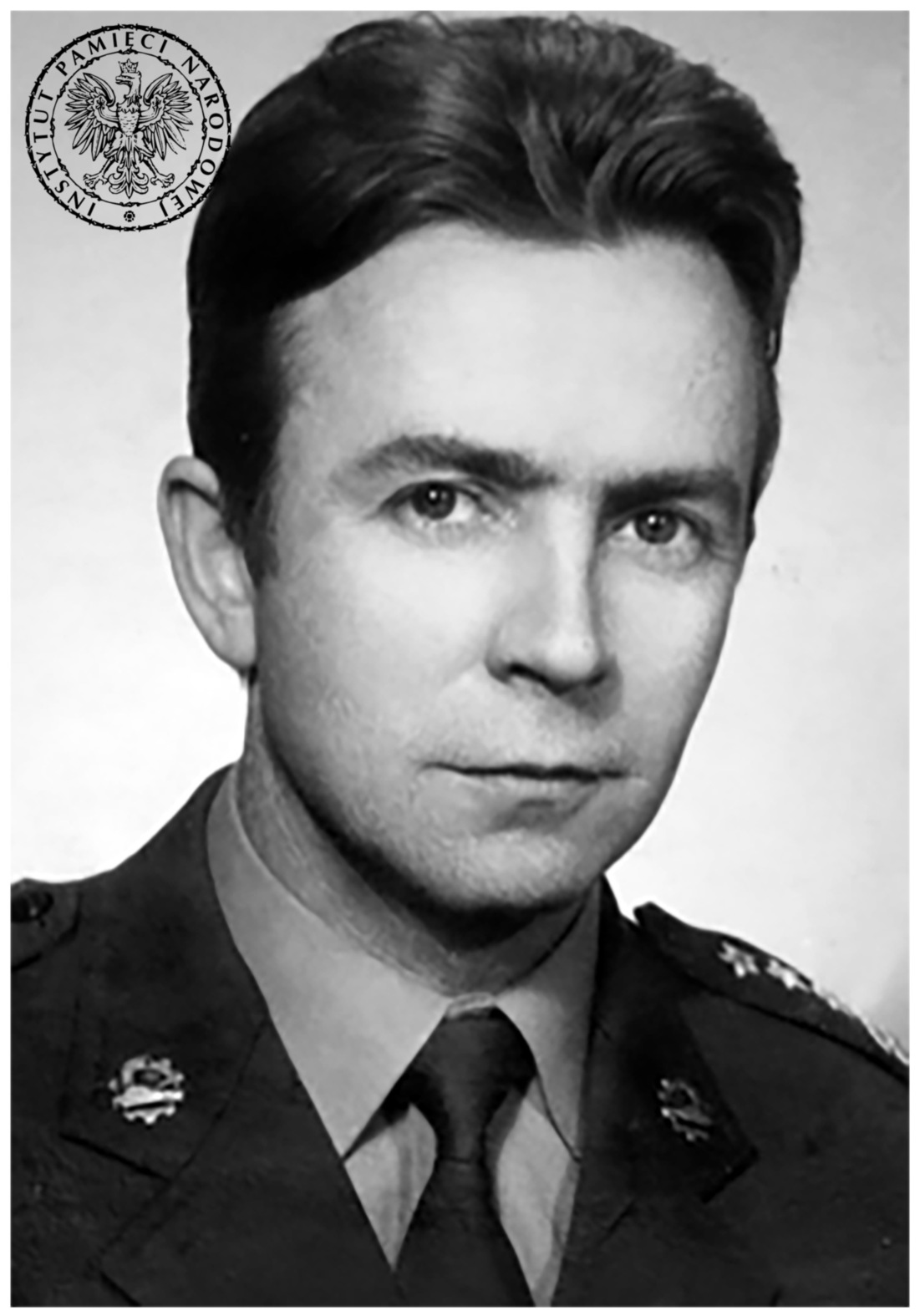
Ryszard Kukliński jako pułkownik Ludowego Wojska Polskiego w 1972

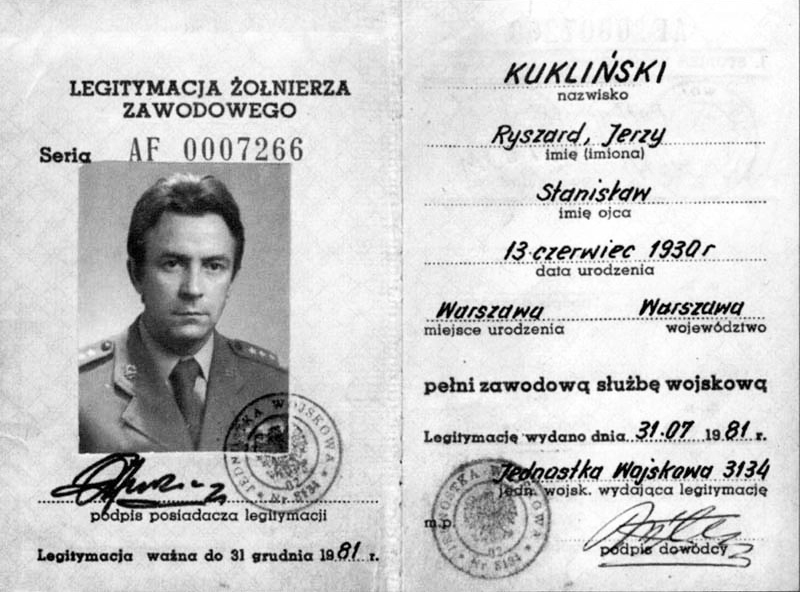
Ostatnia legitymacja wojskowa pułkownika Kuklińskiego

Ryszard Jerzy Kukliński, ps. „Jack Strong”, „Mewa” (ur. 13 czerwca 1930 w Warszawie, zm. 11 lutego 2004 w Tampie) – pułkownik ludowego Wojska Polskiego, zastępca szefa Zarządu Operacyjnego Sztabu Generalnego Wojska Polskiego, od 1970 agent wywiadu amerykańskiej Centralnej Agencji Wywiadowczej (CIA), na krótko przed wprowadzeniem stanu wojennego (1981) ewakuowany przez CIA do Berlina Zachodniego. Uznany za zdrajcę i skazany na karę śmierci przez sąd wojskowy PRL. Zrehabilitowany po 1989 roku i pośmiertnie awansowany do stopnia generała brygady Wojska Polskiego.
W latach 1971–1981 Kukliński przekazał na Zachód ponad 40 tys. stron dokumentów dotyczących PRL, ZSRR i Układu Warszawskiego. Dokumenty te dotyczyły sowieckich planów inwazji na kraje Europy Zachodniej w okresie zimnej wojny, a także m.in. planów użycia przez ZSRR broni nuklearnej, danych technicznych najnowszych sowieckich broni m.in. czołgu T-72 i rakiet Strzała-2, rozmieszczenia radzieckich jednostek przeciwlotniczych na terenach Polski i NRD, metod stosowanych przez Armię Radziecką w celu uniknięcia namierzenia jej obiektów przez satelity szpiegowskie oraz planów wprowadzenia stanu wojennego w Polsce.
Doradca ds. bezpieczeństwa narodowego Stanów Zjednoczonych Zbigniew Brzeziński określił go mianem pierwszego polskiego oficera w NATO.

## Życiorys

### Młodość
Urodził się 13 czerwca 1930 w Warszawie jako jedyne dziecko Stanisława Wincentego Kuklińskiego (1901–1943) i Anny z domu Kotaniec (1900–1963). Sam Kukliński we wczesnej młodości posługiwał się jednak jeszcze dwiema innymi datami urodzenia. Jego ojciec podczas II wojny światowej handlował drewnem. Został 13 maja 1943 aresztowany za działalność konspiracyjną, zginął w obozie koncentracyjnym w Sachsenhausen. Informacje te ujawnił sam Kukliński w 1987 w wywiadzie dla paryskiej „Kultury”. Twierdził także, że jego ojciec był członkiem PPS-u. Po aresztowaniu ojca Kukliński wyjechał do stryja mieszkającego na wsi pod Radomiem. Jak sam twierdził, należał do Armii Krajowej i walczył w powstaniu warszawskim, innym razem przypisywał sobie przynależność do grupy „Miecz i Pług”, natomiast kolejnym do organizacji „Młot i Sierp”. Z zeznań świadków i jego własnych zeznań przed komisją partyjną wynika jednak, że nie należał do żadnej organizacji podziemnej w okresie okupacji. 6 sierpnia 1944 ponoć wywieziono go do Niemiec. Raz utrzymywał, że wywieziono go pociągiem wraz z grupą Żydówek i przebywał na Dolnym Śląsku, według innej swojej relacji miał przebywać w obozie koncentracyjnym za pobicie niemieckich nastolatków. W konspiracji rzekomo używał pseudonimu „Bil”. Pisał nawet, że trzy tygodnie walczył na froncie. Wydaje się najbardziej prawdopodobne, że Kuklińskiego jako młodocianego wywieziono na teren Rzeszy wraz z matką.
Po zakończeniu wojny Kukliński zamieszkał we Wrocławiu przy ul. Blaszanej 15. Początkowo usiłował uczyć się zawodu ślusarza w Zakładach Wodociągowo-Kanalizacyjnych, ale 17 września 1945 został przyjęty do Miejskiej Straży Ochrony Obiektów. Najpierw powierzono mu rolę gońca, następnie został strażnikiem w fabryce mydła. 6 stycznia 1946 wstąpił do PPR (legitymacja numer 0655929). Od 7 marca do 13 kwietnia tego roku był aresztowany jako podejrzany o napad rabunkowy, ale został zwolniony. Przyczyna zwolnienia nie jest znana, w 1992 dokumenty dotyczące tego okresu usunięto z akt sądowych. Na temat życia Kuklińskiego w tym okresie nie ma wielu konkretnych informacji. Miał on także przez pewien czas należeć do Ochotniczej Rezerwy Milicji Obywatelskiej i jako członek tej formacji wziąć udział w referendum ludowym, przeprowadzonym przez Krajową Radę Narodową w czerwcu 1946.

### Służba w ludowym Wojsku Polskim

#### Pierwsze lata służby
1 października 1947 został przyjęty do Oficerskiej Szkoły Piechoty nr 1 we Wrocławiu. W 1950 został oskarżony o przynależność do AK, „Miecza i Pługa” oraz „Sierpa i Młota”. Decyzją szefa Sztabu Generalnego z 27 lipca 1950 został wydalony z uczelni i na początku sierpnia skierowany do odbycia zasadniczej służby wojskowej bez zaliczenia trzech lat pobytu w szkole do okresu służby. Po 2 tygodniach, 10 sierpnia, po interwencji gen. Stanisława Popławskiego został przywrócony do szkoły, którą ukończył we wrześniu 1950 roku, uzyskując stopień chorążego. Promocja na pierwszy stopień oficerski (chorążego) odbyła się 3 września 1950 roku. Po ukończeniu szkoły został rozkazem ministra obrony narodowej z 23 września 1950 r. skierowany do dyspozycji Departamentu Personalnego MON zamiast działu kadr jednego z okręgów wojskowych i po dwóch miesiącach skierowany do 9 Pułku Piechoty w Pile na stanowisko dowódcy plutonu. W 1951 roku otrzymał awans na podporucznika. W latach od 1951 do 1952 roku odbywał kurs metodyczno-strzelecki przy Wyższej Szkole Piechoty w Rembertowie, po jego ukończeniu został dowódcą kompanii w 9 Pułku Zmechanizowanym. W październiku 1952 wziął ślub z Joanną.

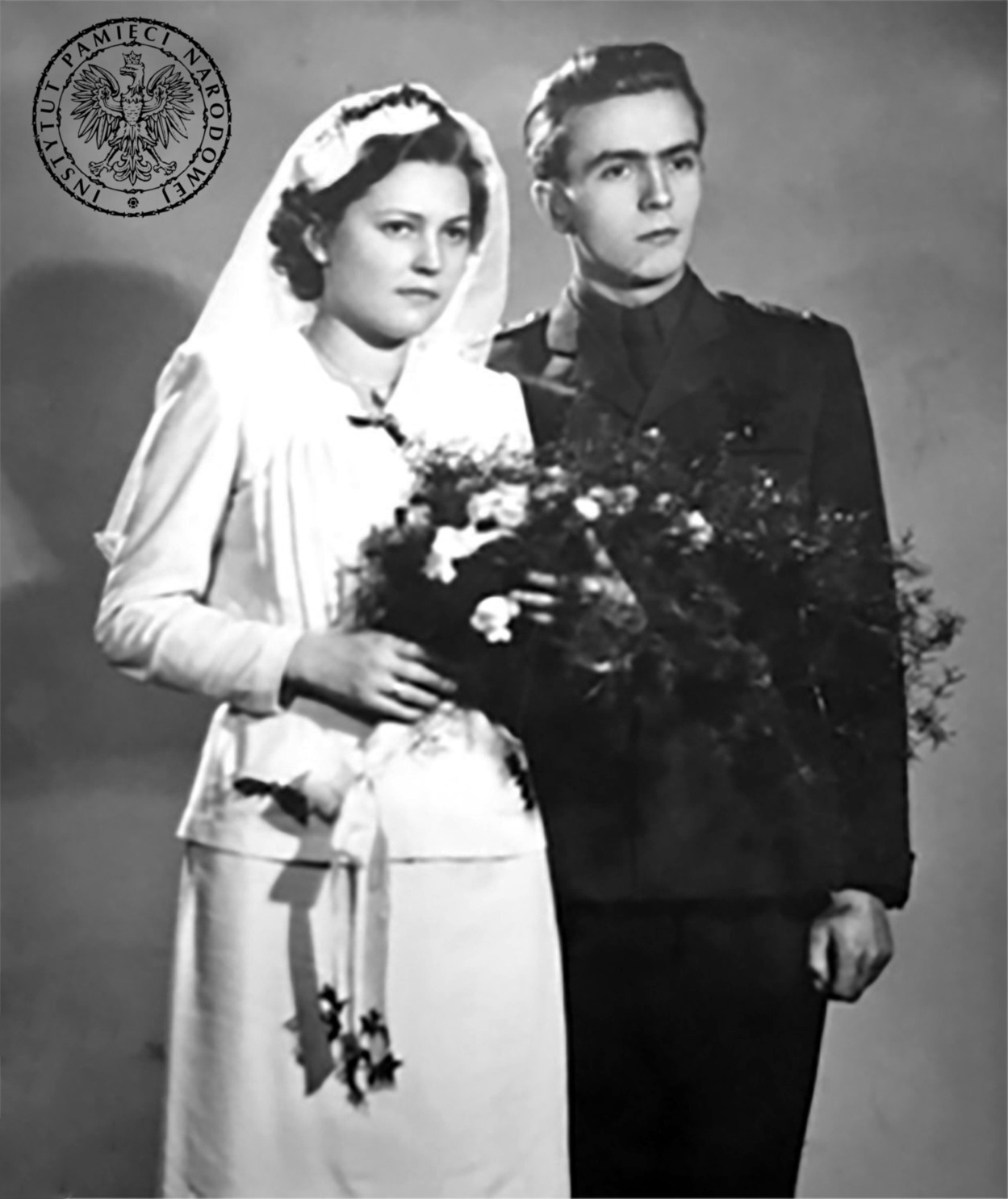
Ryszard Kukliński z żoną

W maju 1953 roku został szefem sztabu 15 batalionu przeciwdesantowego w 3 Brygadzie Przeciwdesantowej w Kołobrzegu. W 1954 roku został dowódcą 18 batalionu przeciwdesantowego (skadrowanego) w 3 Brygadzie Przeciwdesantowej. W 1956 roku służył w 5 Kołobrzeskim Pułku Piechoty.
1 listopada 1956 roku został skierowany na roczny Kurs Doskonalenia Oficerów Piechoty w Wesołej przy Akademii Sztabu Generalnego WP w Rembertowie, który ukończył 25 sierpnia 1957 roku. Po kursie dalej służył w 5 Kołobrzeskim Pułku Piechoty na stanowisku pomocnika szefa sztabu ds. operacyjnych. Pod koniec października 1957 roku został przeniesiony na własną prośbę do 3 Brygady Obrony Wybrzeża w Kołobrzegu, a po jej przeformowaniu w 1958 roku był w 82 Pułku Zmechanizowanym, gdzie służbę pełnił do 30 września 1961 roku. W Kołobrzegu Kukliński działał w klubie jachtowym, który powstał w 1956 roku jako Klub Morski Kołobrzeg LPŻ.
W latach od 1958 do 1960 roku uczył się w I Liceum Ogólnokształcącym im. Mikołaja Kopernika w Kołobrzegu dla pracujących, gdzie zdał maturę. W 1961 roku rozpoczął studia w Akademii Sztabu Generalnego WP.

#### Podjęcie współpracy z kontrwywiadem wojskowym
W 1964 roku jako współpracownik polskiego kontrwywiadu i wywiadu wojskowego, będąc studentem ASG WP, maskował zadania wykonywane przez oficera polskiego kontrwywiadu wojskowego mjr Kominka, pływając z Kołobrzegu do Szwecji swoim prywatnym jachtem. W tym samym roku ukończył studia na ASG i został awansowany do stopnia majora, a następnie przeniesiony do Warszawy, gdzie służył jako oficer sztabowy, m.in. przygotowując plany inwazji wojsk Układu Warszawskiego na Czechosłowację.
Przynajmniej od 1962 roku Kukliński współpracował z kontrwywiadem wojskowym – Zarządem II Szefostwa Wojskowej Służby Wewnętrznej. Zdaniem niektórych badaczy od końca lat 40. współpracował z Informacją Wojskową, a w czasie przed wstąpieniem do szkoły oficerskiej ze Służbą Bezpieczeństwa.
Po studiach w ASG WP służył w Oddziale Szkolenia Operacyjnego Sztabu Generalnego (SG WP), następnie był szefem Oddziału Planowania Ogólnego w Zarządzie Operacyjnym i ostatecznie szefem Oddziału I – zastępcą szefa Zarządu I Operacyjnego SG WP. Na początku służby w Sztabie Generalnym rozpoczął działalność w wojskowym klubie żeglarskim „Atol”, którego został prezesem.
W 1965 roku brał udział w grze wojennej na północy Polski (Czersk koło Bornego Sulinowa), gdzie marszałek Andriej Grieczko pokazał kilkudziesięciu najwyższym rangą oficerom LWP mobilne wyrzutnie rakiet z głowicami jądrowymi. Na przełomie lat 1965–1966 był współautorem ćwiczenia egzaminacyjnego dla wyższej kadry dowódczej w Żaganiu.
W lutym 1967 roku uczestniczył w delegacji MON, której przewodniczył gen. Bolesław Chocha – w rozmowie osobistej z Kuklińskim wyraził on swoje wątpliwości w sprawie zagrożeń wynikających dla Polski ze strategii wojennej ze strony ZSRR w stosunku do NATO, z którą została zapoznana polska delegacja. W 1967 odbył szkolenie w ośrodku szkolenia wywiadowczego.

#### Wietnam, Czechosłowacja

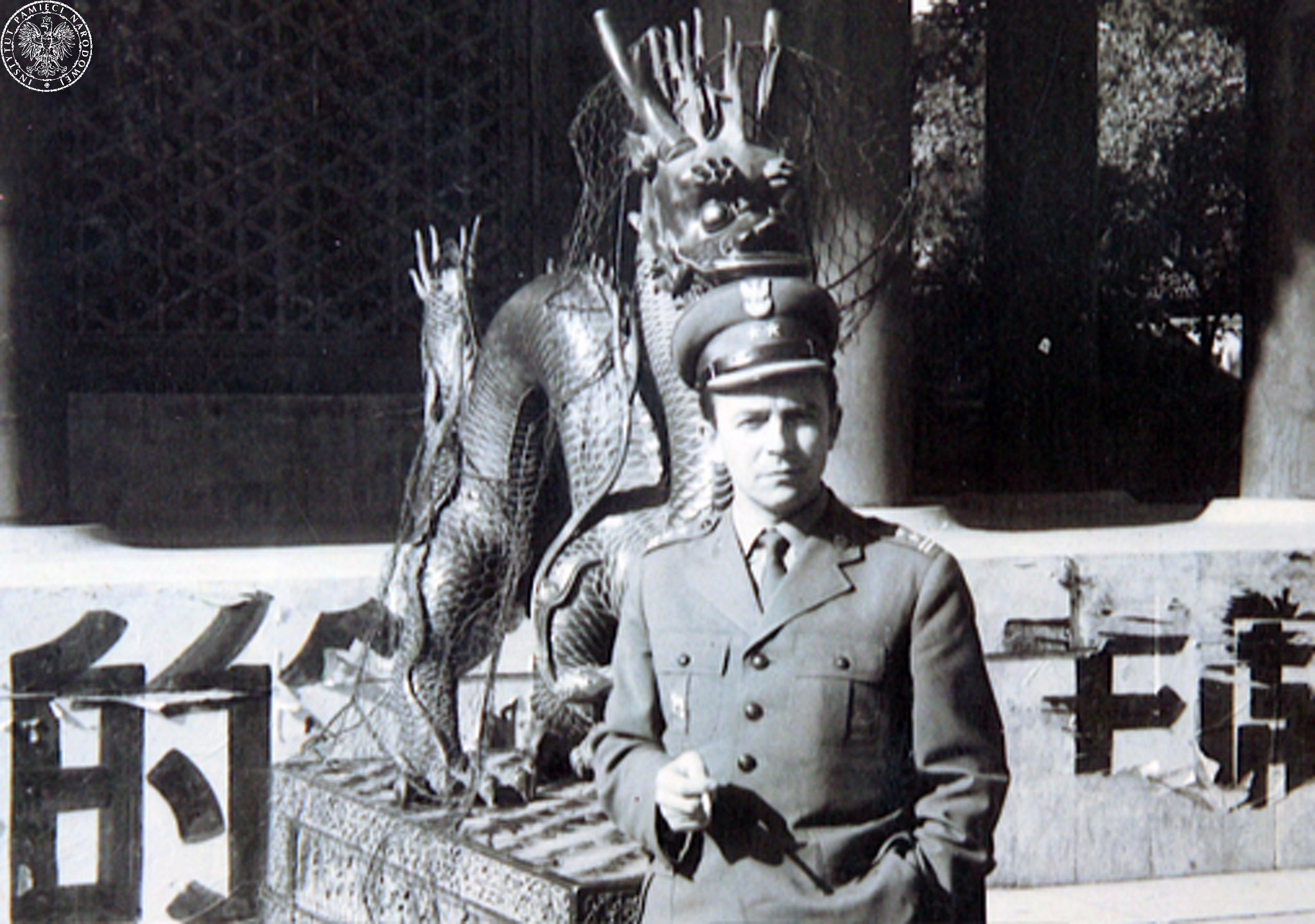
Ryszard Kukliński w Pekinie w 1967 r.

W latach 1967–1968 pełnił służbę w Międzynarodowej Komisji Kontroli i Nadzoru Układów Genewskich w Wietnamie, gdzie zajmował się m.in. zbieraniem danych o wojskach biorących udział w konflikcie wietnamskim. W lutym 1968 roku brał udział w śledztwie dotyczącym ofensywy Tết i związanych z nim zbrodniach na ludności cywilnej dokonanych przez Vietcong i jednostki Armii Wietnamu Północnego.
Po powrocie z Wietnamu w 1968 roku dalej pełnił służbę w Oddziale Szkolenia Operacyjnego Sztabu Generalnego WP, gdzie przygotowywał ćwiczenie „Wiosna-69”. W sierpniu 1968 roku został skierowany do sztabu marszałka Iwana Jakubowskiego w Legnicy – tam zorientował się, że ćwiczenia są w istocie przygotowaniem inwazji na Czechosłowację.
W latach 70. zaplanował i przeprowadził operację wywiadowczą pod przykrywką turystycznego rejsu żeglarskiego w rejonie Hamburga i Helgolandu. W latach 60. i 70. we współpracy z polskim wywiadem wojskowym przeprowadził kolejne rejsy z zadaniem rozpoznania przyszłych rejonów inwazji Układu Warszawskiego. W czasie rejsów m.in. dokonano za pomocą echosondy pomiarów głębokości przepraw wodnych na Łabie, rozpoznano rejon Helgolandu z ośrodkiem radarowym NATO, przeprowadzono rekonesanse wywiadowcze Hamburga, Kilonii, Kopenhagi oraz wybrzeży Wielkiej Brytanii i Szwecji. Rejsów zaprzestano w kwietniu 1977 jako zbyt ryzykownych w opinii kontrwywiadu.
W 1971 lub 1972 roku zaproponowano Kuklińskiemu stanowisko dowódcy pułku w Kłodzku, ale ostatecznie dzięki jego wybiegom i argumentacji uniknął przeniesienia służbowego ze Sztabu Generalnego. Po awansie na pułkownika w 1972 roku, w 1973 roku ponowiono propozycję skierowania Kuklińskiego na dowódcze stanowisko, tym razem na szefa sztabu 4 Dywizji Zmechanizowanej w Krośnie Odrzańskim. Pułkownik Kukliński odmówił, zasłaniając się stanem zdrowia żony; w rzeczywistości nie chciał odejść z pracy w Warszawie, gdyż to przerwałoby jego współpracę z Amerykanami. Ostatecznie w Sztabie Generalnym zarzucono pomysł powierzenia mu jednostki terenowej.

#### „Albatros”
W maju 1974 roku Kukliński został zapoznany przez szefa Sztabu Generalnego gen. Floriana Siwickiego z projektem pod kryptonimem „Albatros”, który zakładał wybudowanie trzech podziemnych schronów atomowych na wypadek konfliktu zbrojnego, dla przedstawicieli dowództwa Zjednoczonych Sił Zbrojnych Układu Warszawskiego. W lutym 1975 roku został skierowany wraz z grupą oficerów, w tym z gen. Czesławem Kiszczakiem, na dwumiesięczny kurs w Akademii Sztabu Generalnego Sił Zbrojnych ZSRR im. Woroszyłowa w Moskwie. Po kursie gen. Wojciech Jaruzelski zaprosił oficerów uczestniczących w szkoleniu w ZSRR do swojego gabinetu i poprosił o swoje refleksje. Kukliński wyraził pogląd, że Moskwa wyolbrzymia zagrożenie ze strony NATO wobec wszczęcia wojny przeciwko Układowi Warszawskiemu. Podczas spotkania gen. Czesław Kiszczak zaprezentował odmienne stanowisko co do tej kwestii.

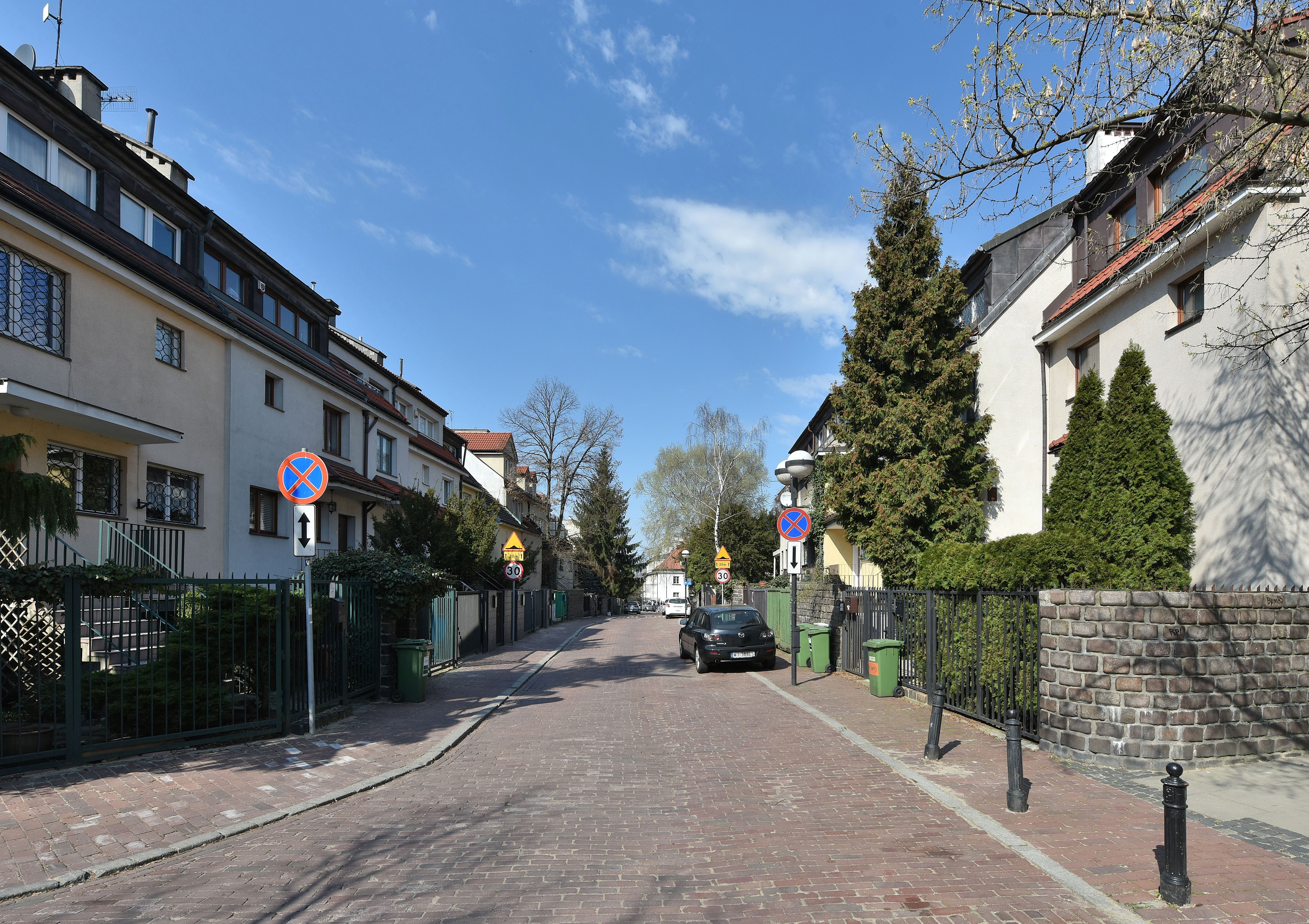
Ulica Rajców

12 października 1976 roku został odznaczony przez gen. Siwickiego Krzyżem Kawalerskim Orderu Odrodzenia Polski. Gratulacje osobiście złożył Kuklińskiemu minister obrony narodowej gen. Wojciech Jaruzelski.
W czerwcu 1977 roku szef zarządu I Sztabu Generalnego WP gen. Wacław Szklarski wyznaczył Kuklińskiego na szefa Oddziału I Planowania Ogólnego Zarządu I, z zaszeregowaniem do stopnia generała brygady. W grudniu 1977 roku uczestniczył w Budapeszcie w posiedzeniu Komitetu Ministrów Obrony państw Układu Warszawskiego. Latem 1977 roku Kukliński przeprowadził się z rodziną do nowego domu przy ulicy Rajców 11.
W 1978 roku pułkownik przygotował materiały na rozmowy rozbrojeniowe, które odbywały się w Wiedniu. Pod koniec 1978 roku w gabinecie na I piętrze Zarządu I Sztabu Generalnego oficer obiektowy ppłk Józef Putek zastał Kuklińskiego podczas fotografowania dokumentów. Złożył wniosek do przełożonego płk. Władysława Gendery. Na początku 1979 roku ów oficer obiektowy otrzymał rozkaz wyjazdu służbowego, a po powrocie otrzymał przydział służbowy poza Sztabem Generalnym. Po czasie okazało się, że teczka Kuklińskiego z raportami oficera obiektowego jest pusta. W kwietniu 1979 roku Kukliński bardzo przeżył śmierć Barbary J., z którą był w bardzo bliskim związku w okresie około 10 lat.
Historyk Sławomir Cenckiewicz wskazuje, że znajomości i romanse pułkownika z kobietami były przykrywką potrzebną do pracy operacyjnej. Dzięki wypracowaniu sobie w środowisku wojskowych i służb opinii kobieciarza, Kukliński mógł łatwiej przekazywać tajne informacje Amerykanom. Dysponował nawet przygotowaną specjalną daczą za Warszawą, niedaleko Mińska Mazowieckiego, gdzie wywoził swoje znajome. Podczas takich schadzek Kukliński wykorzystywał okazję, aby pozostawiać informacje w tak zwanych martwych skrzynkach, skąd mogły być następnie bezpiecznie odebrane. Skuteczne wykorzystywanie romansów jako metody szpiegowskiej było możliwe również dzięki temu, że powszechnie było wiadomo o konflikcie pułkownika z żoną.

#### Przygotowania do stanu wojennego
14 stycznia 1980 roku Kukliński uczestniczył w spotkaniu w sali konferencyjnej w budynku Komitetu Centralnego w Warszawie najwyższych oficerów ZSRR (Wiktor Kulikow, Anatolij Gribkow) z polskimi przywódcami celem podpisania statutu na czas wojny, który był zaaprobowany przez państwa Układu Warszawskiego. Kukliński podczas tego spotkania podawał dokumenty do podpisu. Pułkownik stwierdził, że jego rolą było sprawdzenie, czy treść podpisywanych dokumentów nie odbiega od sformułowań polskiej strony. Spotkanie nie miało charakteru uroczystej sesji wszystkich przywódców państw Układu Warszawskiego, gdyż Rumunia odmówiła udziału. W związku z taką sytuacją Kulikow odwiedził oddzielnie każdą ze stolic państw Układu Warszawskiego.
1 grudnia 1980 roku do Moskwy pojechał I zastępca szefa Sztabu Generalnego gen. Tadeusz Hupałowski i płk Franciszek Puchała, którym szef sztabu sił zbrojnych ZSRR – marszałek Nikołaj Ogarkow – przedstawił plan ćwiczenia wkroczenia do Polski sił interwencyjnych Układu Warszawskiego: ZSRR, Czechosłowacji i NRD. Hupałowskiemu zezwolono skopiować plan tego ćwiczenia z mapy na oleat. Tego samego dnia szef Sztabu Generalnego gen. Florian Siwicki i jego zastępcy zapoznali się z przywiezionym oleatem. Planowana operacja nie miała charakteru konwencjonalnych ćwiczeń, prowadzonych do tej pory, lecz była symulacją interwencji, takiej jak w 1968 roku w Czechosłowacji. W tym samym czasie w Bukareszcie odbyło się posiedzenie Komitetu Ministrów Obrony Państw Układu Warszawskiego, w którym uczestniczył Kukliński. Po powrocie Kukliński dowiedział się od płk. Puchały o celu wizyty Hupałowskiego w Moskwie, o planowanym wkroczeniu 18 dywizji 8 grudnia 1980 roku. 5 grudnia odbyło się w Moskwie spotkanie przywódców siedmiu państw Układu Warszawskiego. Ostatecznie późnym wieczorem Sztab Generalny Armii Radzieckiej odwołał ćwiczenia pod kryptonimem „Sojuz 80”. 10 grudnia 1980 roku w Zarządzie Operacyjnym Sztabu Generalnego podjęto ponownie prace nad wprowadzeniem stanu wojennego, w których płk Kukliński odgrywał czołową rolę.
W lutym 1981 roku Kukliński przedstawił jeden z pierwszych planów ramowych stanu wojennego pod nazwą: Informacja o stanie przygotowań państwa na wypadek konieczności wprowadzenia stanu wojennego i wnioski z gry decyzyjnej. W dniach 16–25 marca 1981 roku odbyły się na terenie Polski duże koalicyjne ćwiczenia pod kryptonimem „Sojuz 81”. Rosjanie dążyli do stworzenia sobie okoliczności uzasadniającej do przekształcenia ćwiczeń w zbrojną interwencję. 10 marca gen. Wojciech Jaruzelski usiłował podczas spotkania z Lechem Wałęsą przestrzec „Solidarność” przed takim niebezpieczeństwem. W tym czasie miała miejsce prowokacja bydgoska, w której między innymi negatywną rolę odegrał Główny Zarząd Polityczny WP, na czele którego stał gen. broni Józef Baryła. Ostatecznie ćwiczenie „Sojuz 81” przedłużono i zakończyło się 8 kwietnia 1981 roku. 18 października, po rezygnacji Stanisława Kani, plenum KC PZPR wybrało na stanowisko I sekretarza generała Wojciecha Jaruzelskiego. 4 listopada 1981 roku odbyło się „spotkanie trzech”, w którym wzięli udział gen. Wojciech Jaruzelski, Lech Wałęsa i prymas Józef Glemp. Kukliński o tych wydarzeniach raportował do CIA.
W latach 1980–1981 był oficerem w Sztabie Generalnym jako jeden z najbliższych współpracowników generałów – architektów przyszłego stanu wojennego: Wojciecha Jaruzelskiego, Floriana Siwickiego, Czesława Kiszczaka, Michała Janiszewskiego, Tadeusza Tuczapskiego, Jerzego Skalskiego. Od wiosny 1981 roku płk Kukliński był szefem zespołu, który planował stan wojenny w Polsce. W tym samym roku zakupił sad o powierzchni ponad 10 hektarów w Stefanówce koło Wiązowny. Transakcji dokonał na syna Bogdana za sumę 2 milionów złotych.
We wrześniu 1981 roku nie powrócił z wakacji do Jugosławii i Grecji płk Włodzimierz Ostaszewicz, którego ucieczka skomplikowała sytuację pułkownika Kuklińskiego, będącego w gronie około trzydziestu osób, z którymi Ostaszewicz najczęściej się kontaktował. Na większą inwigilację ze strony WSW wpłynęła w czerwcu także ucieczka kpt. Jerzego Sumińskiego oraz w sierpniu 1981 roku gen. Leona Dubickiego, który w RFN poprosił o azyl polityczny. Jesienią 1981 roku Kukliński reprezentował Sztab Generalny podczas odprawy sztabowej w Ministerstwie Spraw Wewnętrznych odnośnie do końcowych przygotowań do stanu wojennego.

#### Śledztwo w sprawie przecieku
Według Sławomira Cenckiewicza tajny agent Służby Bezpieczeństwa w Watykanie ks. Janusz Bolonek pseudonim „Lamos” – po spotkaniu Jana Pawła II z szefem CIA Williamem Caseyem – zaalarmował kontrwywiad PRL w Warszawie, podając informacje o „krecie” działającym w Sztabie Generalnym Wojska Polskiego. W czasie spotkania szef CIA poinformował papieża o planach wojennych ZSRR, które zdobył płk Ryszard Kukliński.
2 listopada 1981 roku Kukliński powrócił z Budapesztu wojskowym Jak-40 wraz z polską delegacją z posiedzenia Rady Wojskowej Układu Warszawskiego. Tego samego dnia o godzinie 14:00 wziął udział w odprawie w gabinecie zastępcy szefa Sztabu Generalnego gen. dyw. Jerzego Skalskiego, który przekazał informację, że nastąpił przeciek o najnowszej wersji planów stanu wojennego. W tej odprawie służbowej uczestniczyli: gen. Jerzy Skalski, gen. Wacław Szklarski, płk Franciszek Puchała, płk Czesław Witt i płk Ryszard Kukliński. Gen. Skalski poinformował na odprawie oficerów, że WSW wszczęła śledztwo w sprawie przecieku.
W środę, 4 listopada 1981 roku, płk Kukliński spotkał się w swoim gabinecie z płk. Czesławem Wittem i z oficerem kontrwywiadu odnośnie do stanu wojennego. W czwartek, 5 listopada 1981 roku był wezwany przez gen. Skalskiego w związku z opracowywanym raportem dla gen. Wojciecha Jaruzelskiego. W piątek, 6 listopada 1981 roku Kukliński w swoim gabinecie rozmawiał z szefem Oddziału Lotnictwa i OPK w Zarządzie I Operacyjnym Sztabu Generalnego WP gen. Jerzym Rakowskim, a w godzinach popołudniowych uczestniczył wraz z płk Stanisławem Radajem w naradzie partyjnej.
W sobotę 7 listopada 1981 roku wziął udział w odprawie w Sztabie Generalnym prowadzonej przez gen. Floriana Siwickiego. Tego samego dnia wieczorem był w ambasadzie radzieckiej, świętując kolejną rocznicę rewolucji październikowej. W tym uroczystym bankiecie, wydanym przez ambasadora ZSRR w PRL, Borysa Aristowa, uczestniczyli m.in.: radziecki attaché wojskowy gen. mjr Aleksander Chomienko, generałowie Wojciech Jaruzelski, Florian Siwicki, Czesław Kiszczak, Wacław Szklarski, gen. bryg. MO Władysław Pożoga oraz kilkuset VIP-ów, w tym minister spraw wewnętrznych Mirosław Milewski i wicepremier Mieczysław Rakowski. Obecny był również pełnomocnik rządu PRL do spraw pobytu wojsk radzieckich w Polsce gen. Michał Stryga. Kukliński podczas tej uroczystości spotkał generała Szklarskiego, z którym rozmawiał.

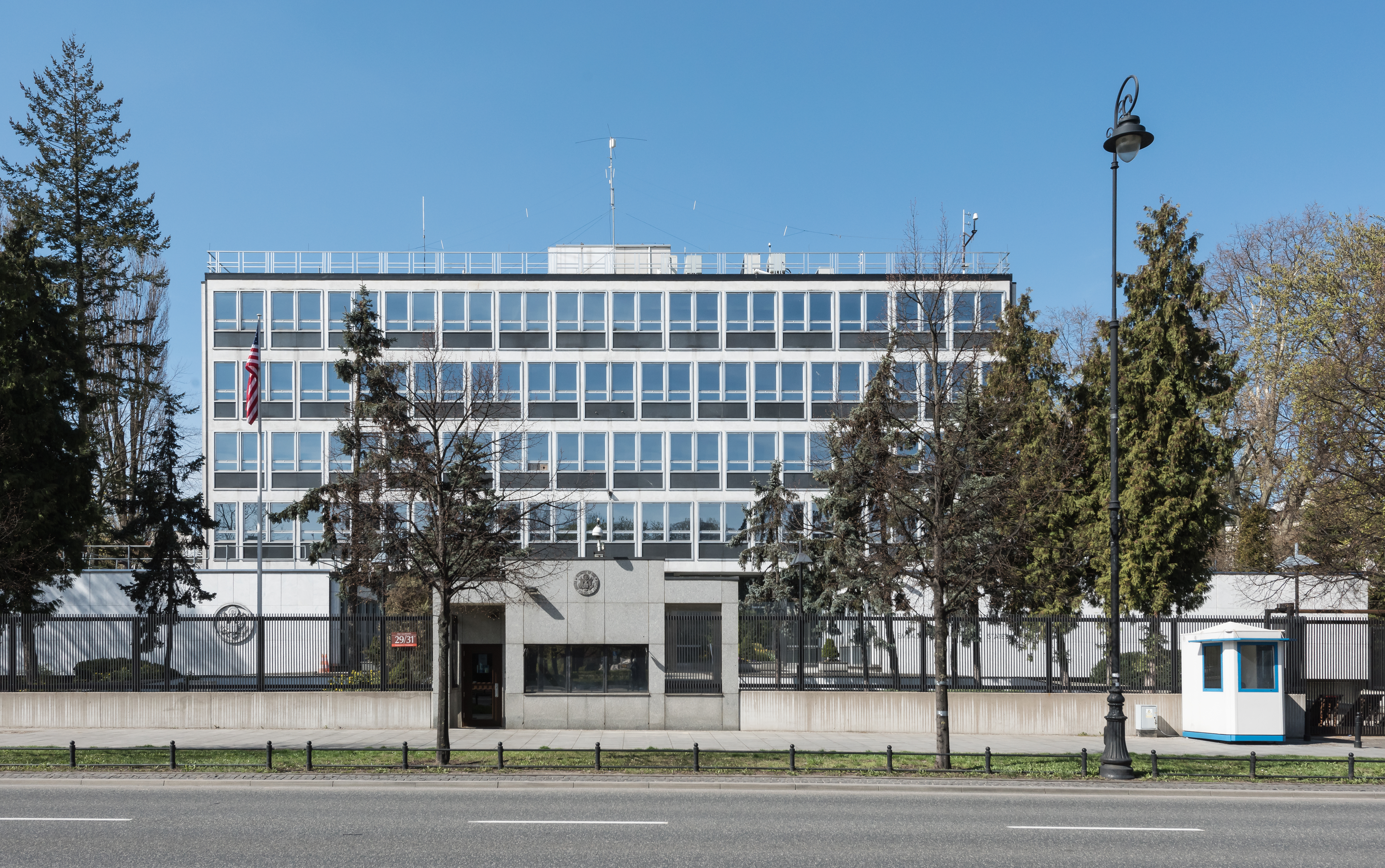
Ambasada Stanów Zjednoczonych Ameryki przy Al. Ujazdowskich 29/31

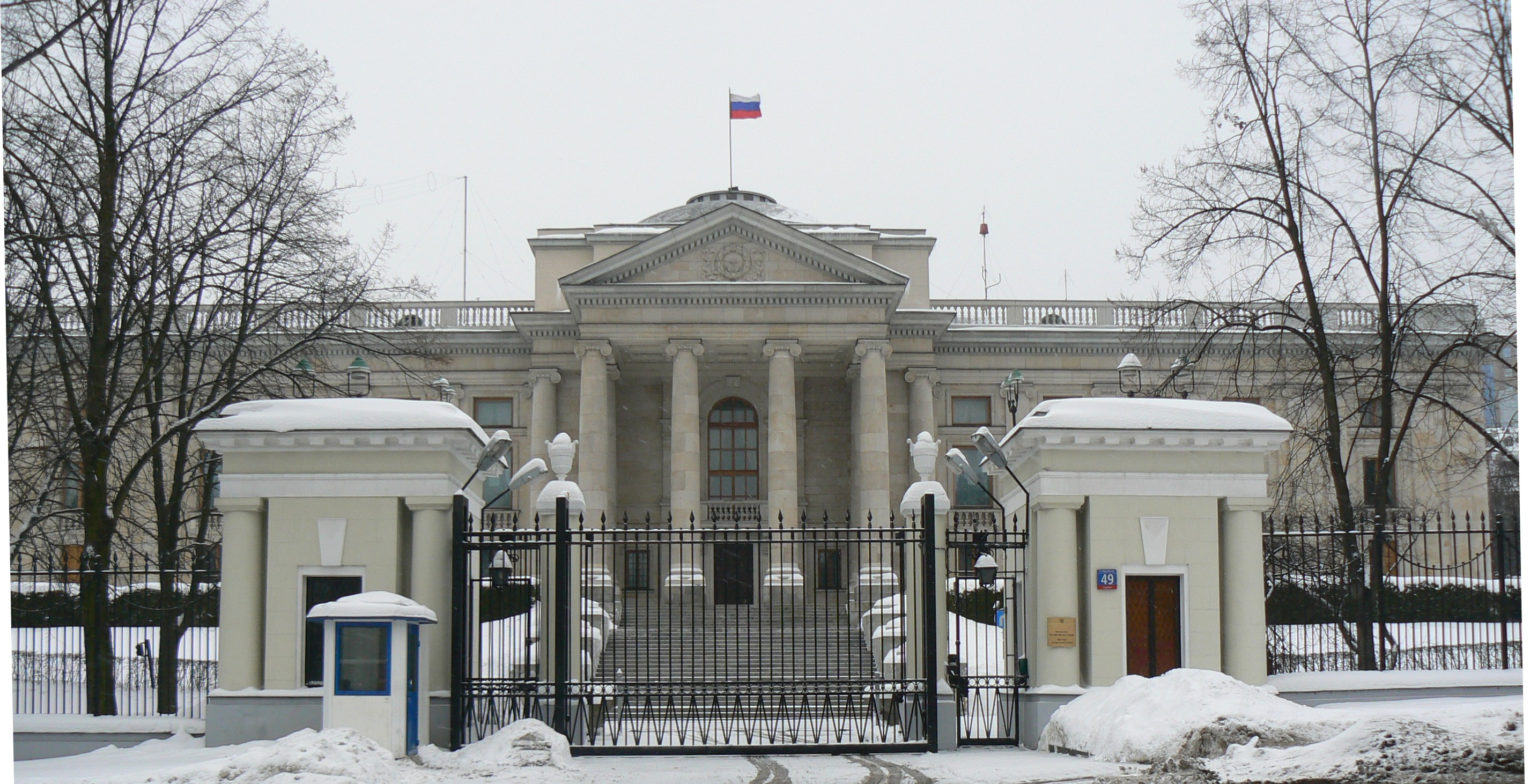
Ambasada Rosji w Polsce w 2010

#### Ucieczka z Polski
7/8 listopada 1981 roku płk Ryszard Kukliński został ewakuowany z Polski przez funkcjonariuszy CIA. Przypuszczalnie został ucharakteryzowany na podobieństwo mieszkańca Londynu, który przyjechał do Warszawy kilka dni wcześniej i z wyglądu bardzo przypominał Kuklińskiego. To właśnie z jego paszportem Kukliński miał opuścić Polskę, odlatując tego samego dnia z Okęcia samolotem British Airways. Po krótkim pobycie w Londynie Kukliński, działający pod pseudonimem Jack Strong, został przewieziony samolotem do bazy lotniczej USA na południu Niemiec i tam spotkał się z rodziną.
Według gen. Franciszka Puchały Kukliński w piątek 6 listopada 1981 roku wieczorem uczestniczył w bankiecie z okazji rocznicy rewolucji październikowej w ambasadzie ZSRR. Następnie, jak wskazuje Puchała, powołujący się na Józefa Szaniawskiego, po przyjęciu w ambasadzie został przez CIA ulokowany w konspiracyjnym lokalu na Żoliborzu. Rano 7 listopada pod innym nazwiskiem odleciał rejsowym samolotem LOT-u do Londynu. Nadto Puchała podaje, że rano 7 listopada 1981 roku Kukliński brał udział w odprawie u szefa SG WP, co jest zgodne z prawdą. Jednak Franciszek Puchała wskazuje sprzeczne fakty w związku z 6 i 7 listopada. Obecność Kuklińskiego na porannej odprawie 7 listopada jest potwierdzona przez gen. Władysława Hermaszewskiego, który widział pułkownika tego dnia rano. Natomiast twierdzenie, że tego samego ranka pod innym nazwiskiem odleciał rejsowym samolotem LOT-u do Londynu, jest nadinterpretacją (uczestniczył przecież w odprawie w Sztabie Generalnym). Nadto nie mógł Kukliński być w ambasadzie ZSRR 6 listopada, gdyż uroczysty bankiet odbył się 7 listopada 1981 roku.
Inny biograf, Krzysztof Dubiński podaje, że Kukliński wziął udział w odprawie w Sztabie Generalnym z rana 7 listopada, a wieczorem uczestniczył w bankiecie z okazji kolejnej rocznicy rewolucji październikowej wydanym przez ambasadora ZSRR. Z kolei historyk Sławomir Cenckiewicz wskazuje, że w sobotę 7 listopada płk Ryszard Kukliński wezwany przez przełożonych uczestniczył w odprawie w Zarządzie I Sztabu Generalnego WP na temat stanu wojennego. Po odprawie zabrał do służbowej wołgi płk. Tadeusza Fijołka (sekretarz POP PZPR w Zarządzie I), który był ostatnim oficerem Sztabu Generalnego, z którym Kukliński rozmawiał. Wieczorem odwiedził Czesława Jakubowskiego, zostawiając u niego psa Zulę, a następnie wraz z żoną udał się do Barbary i Romana Barszczów (Roman był przyjacielem Kuklińskiego jeszcze z czasów dzieciństwa). Przypuszczalnie po tym spotkaniu był jeszcze na przyjęciu w ambasadzie ZSRR, ale Cenckiewicz sugeruje, że jest to mało prawdopodobne, gdyż nigdzie nie odnotowano tego faktu. Niemniej jednak sam Kukliński pisarce Marii Nurowskiej przekazał, że w ambasadzie ZSRR był, przywołując swą rozmowę, jaką właśnie tam odbył z gen. Szklarskim. Dalej w swojej analizie Cenckiewicz przedstawia tezę, że 8 listopada 1981 roku o godzinie 8:20 cała rodzina Kuklińskich przekroczyła granicę w Świecku, a o 9:55 dyplomatyczny dodge był już na terenie amerykańskiej bazy wojskowej w Berlinie Zachodnim. 9 listopada byli we Frankfurcie, a 11 listopada w bazie lotniczej Suitland w amerykańskim stanie Maryland.
Podobnie drogę ewakuacji Kuklińskich przedstawia amerykański dziennikarz Benjamin Weiser, twierdząc, że wszyscy członkowie rodziny zostali ukryci w dużych kartonowych pudłach załadowanych do furgonetki z dyplomatycznymi tablicami rejestracyjnymi. Na granicy w Świecku celnicy dzwonili do Warszawy, by potwierdzić numer rejestracyjny furgonetki, gdyż ambasada amerykańska wystąpiła niedawno o inny numer, którego jeszcze na wykazie u celników nie było.
W poniedziałek, 9 listopada 1981 roku płk Ryszard Kukliński już się nie pojawił w Sztabie Generalnym. 10 listopada 1981 roku szef Zarządu I szefostwa WSW płk Mieczysław Figura oraz oficer obiektowy w Sztabie Generalnym ppłk Benedykt Jędrzejewski dekretowali postanowienie o wszczęciu operacji pod kryptonimem „Renegat” i powołano specjalną grupę operacyjno-śledczą WSW, na czele której stanął płk Jan Kowalczyk.
W latach 70. i 80. płk Kukliński w Sztabie Generalnym był objęty pod względem kontrwywiadowczo-operacyjnym ochroną między innymi przez następujących oficerów operacyjnych Wojskowej Służby Wewnętrznej: płk. Zdzisława Kominka, ppłk. Józefa Putka (który awansował na pułkownika w 1982 roku), płk. Władysława Genderę (w 1983 roku został on wyróżniony wpisem do „Honorowej Księgi Czynów Żołnierskich”), ppłk. Benedykta Jędrzejewskiego (awansował na pułkownika w 1984 roku).
Według samego Kuklińskiego nawiązał on współpracę z wywiadem amerykańskim CIA podczas rejsu do Europy Zachodniej w 1972 roku, wysyłając list do attaché wojskowego przy ambasadzie USA w Bonn. Do pierwszego spotkania doszło 18 sierpnia 1972 r. w Hadze. Według jego relacji planował zawiązać w Wojsku Polskim spisek przeciw ZSRR, jednak CIA odwiodła go od tego, jako od działania skazanego na niepowodzenie. Zamiast tego poproszono go o przekazywanie informacji mogących zaszkodzić Związkowi Radzieckiemu. W latach 1971–1981 Kukliński przekazał na Zachód ponad 40 tys. stron dokumentów dotyczących PRL, ZSRR i Układu Warszawskiego. Dokumenty te dotyczyły między innymi planów ZSRR użycia broni nuklearnej, danych technicznych najnowszych sowieckich broni m.in. czołgu T-72 i rakiet Strzała-2, rozmieszczenia radzieckich jednostek przeciwlotniczych na terenach Polski i NRD, metod stosowanych przez Armię Czerwoną w celu uniknięcia namierzenia jej obiektów przez satelity szpiegowskie, planów wprowadzenia stanu wojennego w Polsce.

### Po ucieczce

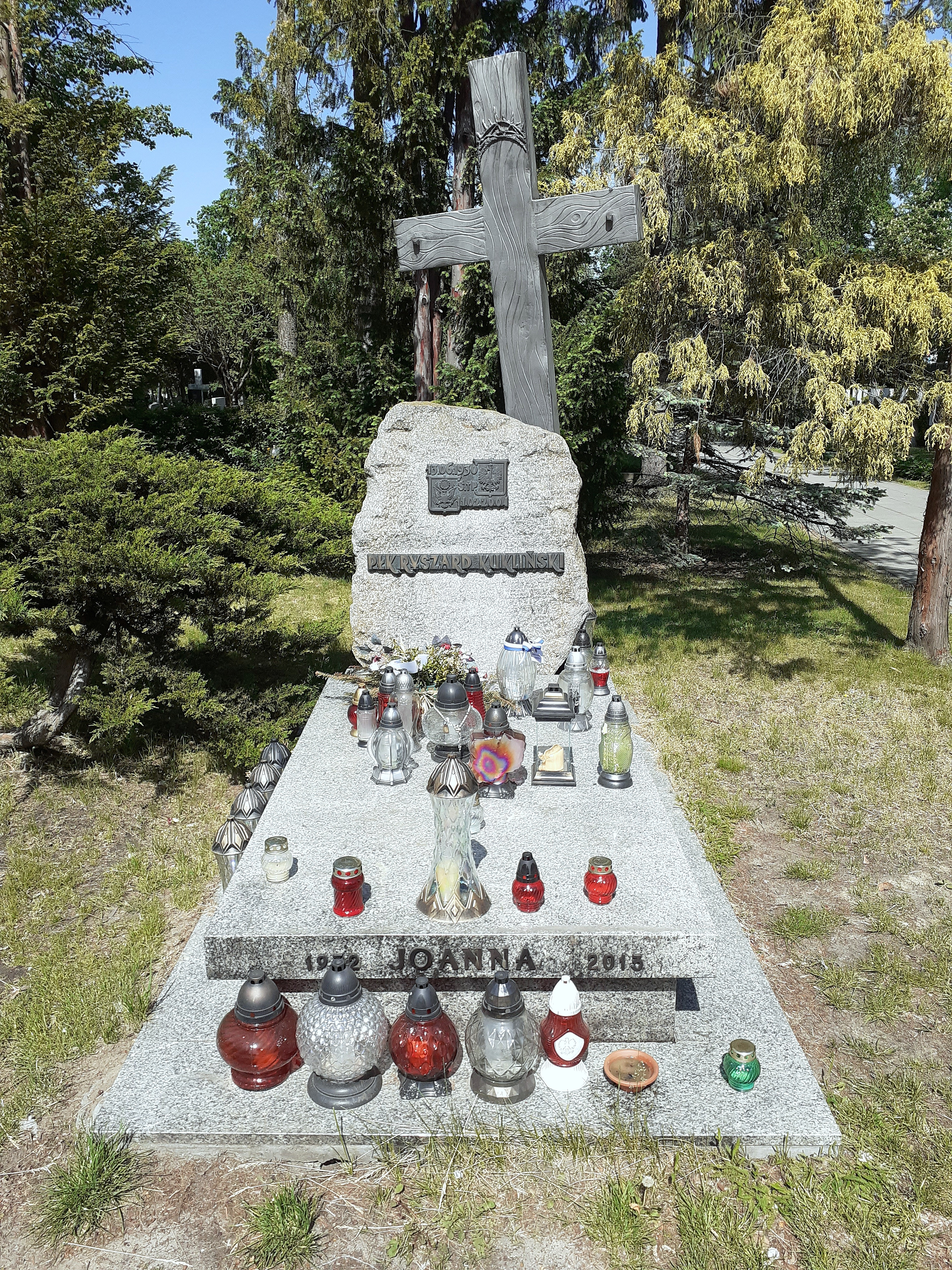
Grobowiec Ryszarda i Joanny Kuklińskich

Trzy lata po ucieczce, 23 maja 1984 roku, Kukliński został skazany zaocznie przez sąd wojskowy w Warszawie na karę śmierci. Wyrok został złagodzony do 25 lat więzienia w 1990 r. W 1995 w wyniku rewizji I prezesa Sądu Najwyższego Adama Strzembosza wyrok uchylono. Minister obrony narodowej decyzją Nr 23/MON/Kadr z 12 lutego 1996 roku przywrócił mu stopień pułkownika. Sprawę skierowano ponownie do prokuratury wojskowej i postanowieniem z 22 września 1997 śledztwo umorzono, argumentując, że Kukliński działał w stanie wyższej konieczności, przy czym uzasadnienie zostało utajnione (wbrew opinii wielu badaczy całość treści uzasadnienia jest od kilku lat jawna i ogólnodostępna). Administracja prezydenta Clintona stanęła na stanowisku, że sprzeciwi się przystąpieniu Polski do NATO, dopóki pułkownik Kukliński nie zostanie oczyszczony z zarzutów. Ostatecznie płk Ryszard Kukliński został uniewinniony i zrehabilitowany.
Jego pełnomocnikiem był Józef Szaniawski, którego starania doprowadziły do rehabilitacji płk. Kuklińskiego. Kukliński odwiedził Polskę w kwietniu 1998 r. Był inicjatorem powstania Pomnika Katyńskiego w Warszawie, odsłoniętego 6 maja 1998. Po rehabilitacji nadano mu m.in. honorowe obywatelstwa miast Krakowa i Gdańska.
Kukliński zmarł 11 lutego 2004 w wieku 73 lat w szpitalu. Przyczyną śmierci był udar mózgu. Urnę z prochami płk. Kuklińskiego przywiózł do Polski Józef Szaniawski. 19 czerwca 2004 r. w Alei Zasłużonych na Cmentarzu Wojskowym na Powązkach (kwatera A2-aleja zasłużonych-2) w Warszawie spoczęły prochy płk. Kuklińskiego i jego starszego syna Waldemara, który zginął w sierpniu 1994 roku w niejasnych okolicznościach (został kilkukrotnie przejechany przez terenowy samochód na terenie kampusu uniwersyteckiego w Phoenix na oczach świadków. Sprawców nie ujęto – w odnalezionym samochodzie nie odkryto żadnych odcisków palców). Drugi syn, Bogdan Kukliński, według oficjalnej wersji zaginął bez śladu podczas morskiego rejsu w 1993 roku. W 2009 roku „Wprost” wysunęło hipotezę, że zaginięcie zostało sfingowane przez CIA w ramach programu ochrony świadków.
Ryszard Kukliński był mężem Joanny z domu Christ, urodzonej w Mysłowicach (1932–2013).
W grudniu 2008 r. CIA ujawniła raporty Kuklińskiego z roku 1981 zawierające między innymi charakterystykę gen. Jaruzelskiego.

## Kontrowersje

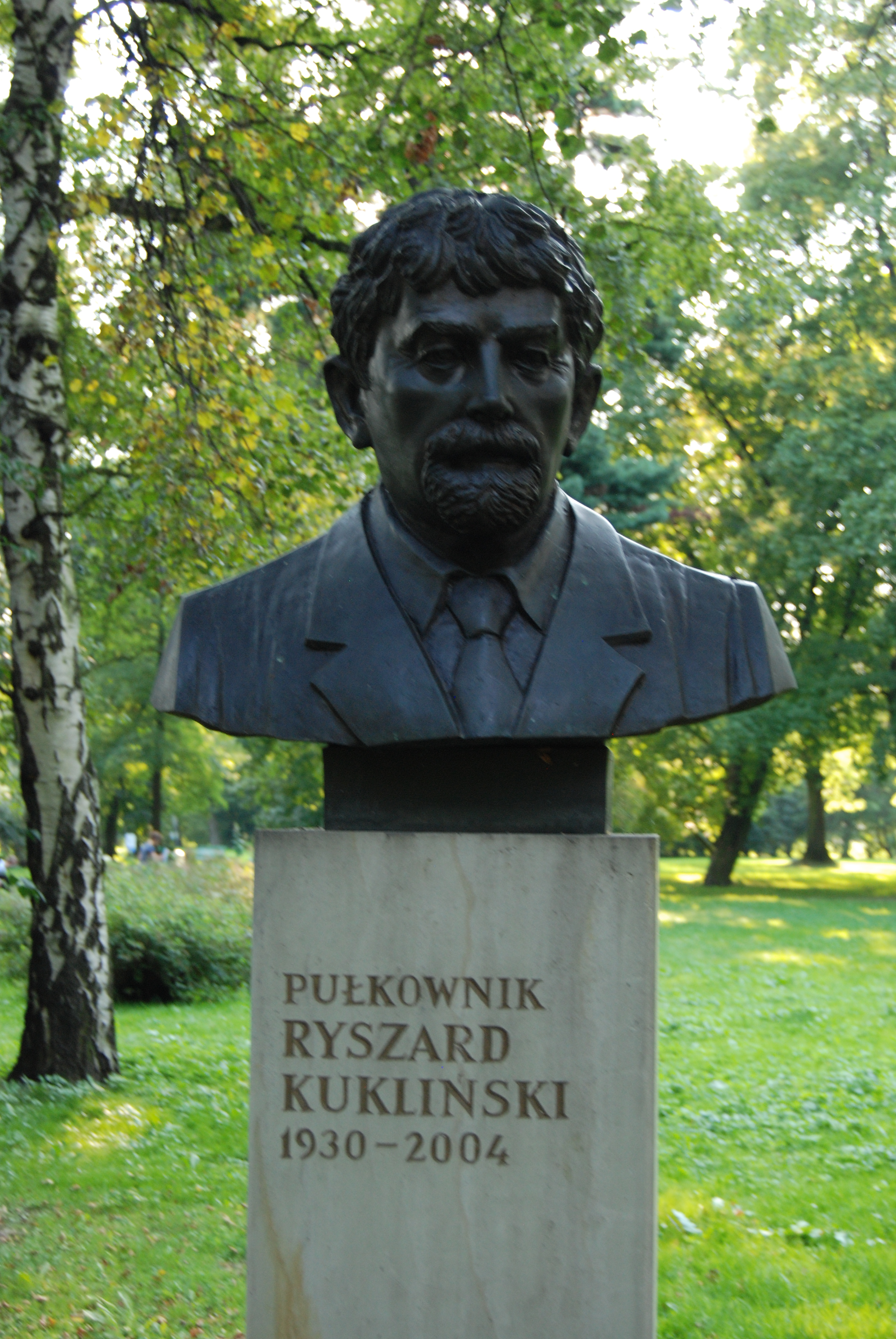
Pomnik płk. Ryszarda Kuklińskiego w Parku Jordana w Krakowie

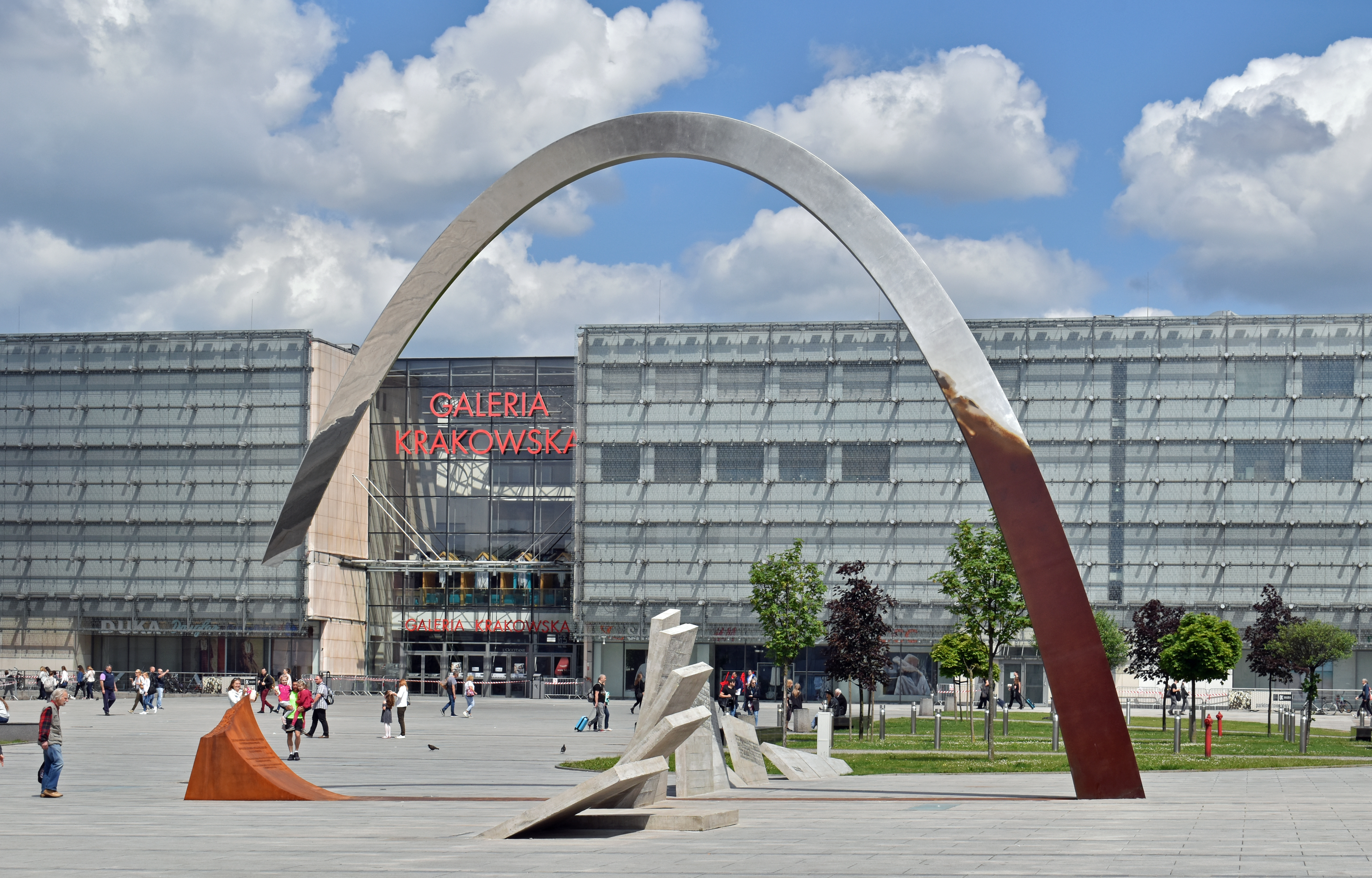
Pomnik Kuklińskiego na pl. Nowaka-Jeziorańskiego w Krakowie

Ocena postaci Ryszarda Kuklińskiego budzi kontrowersje wśród publicystów i emocje opinii publicznej w Polsce. Wśród zarzutów wymieniane jest złamanie przysięgi wojskowej i narażenie infrastruktury kraju oraz polskich sił zbrojnych na większe straty podczas ewentualnej wojny. W przypadku wojny, jak mówił dokument podpisany przez Jaruzelskiego, ZSRR przejęłoby kontrolę nad wojskiem polskim. Dochodziło na tym tle do incydentów, między innymi nieznani sprawcy uszkodzili w nocy z 12 na 13 grudnia 2011 r. popiersie płk. Kuklińskiego w Parku im. Henryka Jordana w Krakowie. Zamalowano napis „pułkownik” i dopisano pod nazwiskiem słowo „zdrajca”. Z boku pomnika namalowano napis „śmierć USA”, pomalowano też czerwoną farbą lewe ramię popiersia.
Ze względu na tajność większości dokumentacji związanej ze służbami specjalnymi działalność Ryszarda Kuklińskiego budzi kontrowersje również u historyków. Zdaniem m.in. historyka Pawła Wieczorkiewicza oraz generała Franciszka Puchały istnieje możliwość, że był on w istocie podwójnym agentem, działającym na rzecz wywiadu radzieckiego GRU. Na taką możliwość wskazywał również Czesław Kiszczak, a bezpośrednio twierdził tak były radziecki attaché wojskowy Jurij Ryliow. Natomiast mecenas Władysław Siła-Nowicki sądził, że polskie służby wypuściły Kuklińskiego z kraju świadomie, aby wykonać misję w związku ze stanem wojennym. Poinformowanie Amerykanów o planach wprowadzenia stanu wojennego, wiążącego się z odsunięciem ryzyka interwencji radzieckiej w Polsce, mogło być według tych tez korzystne dla strony radzieckiej, chcącej uniknąć nieprzewidywalnych zachowań administracji USA kierowanej przez silnie antykomunistycznego prezydenta Reagana, a także polskich władz. USA nie zapobiegły przy tym wprowadzeniu stanu wojennego, ani nie ostrzegły polskiej opozycji. Historycy ci podkreślają, że wiedza przypisywana Kuklińskiemu jest wyolbrzymiana, a zwłaszcza nie mógł on znać planów wojennych ZSRR, do których polscy oficerowie nie mieli dostępu. Zauważa się także, że Kukliński w latach 70. żył na wysokiej stopie materialnej, jak na oficera Wojska Polskiego, co nie budziło podejrzeń kontrwywiadu, a po jego ucieczce strona radziecka nie wyciągnęła żadnych konsekwencji wobec gen. Kiszczaka, odpowiedzialnego za polski wywiad.

## Awanse
- chorąży – 1950
- podporucznik – 1951
- porucznik – 1952
- kapitan – 1955
- major – październik 1963
- podpułkownik – czerwiec 1967
- pułkownik – 1972
- szeregowy – 1984 (degradacja)
- pułkownik – 1996 (przywrócenie)
- generał brygady – 2016 (pośmiertnie)[3]

## Ordery i odznaczenia
- Krzyż Kawalerski Orderu Odrodzenia Polski (1976)
- Srebrny Krzyż Zasługi
- Złoty Medal „Za zasługi dla obronności kraju” (1978)
- Srebrny Medal „Za zasługi dla obronności kraju”
- Srebrny Medal „Siły Zbrojne w Służbie Ojczyzny”
- Brązowy Medal „Za zasługi dla obronności kraju”
- Brązowy Medal „Siły Zbrojne w Służbie Ojczyzny” (1956)
- Medal Polonia Mater Nostra Est (1998)
- Medal Zwycięstwa i Wolności
- Medal 10-lecia Polski Ludowej (1955)
- Krzyż Armii Krajowej (6 maja 1998, przyznany przez Radę Naczelną i Zarząd Główny Światowego Związku Żołnierzy AK)[104]

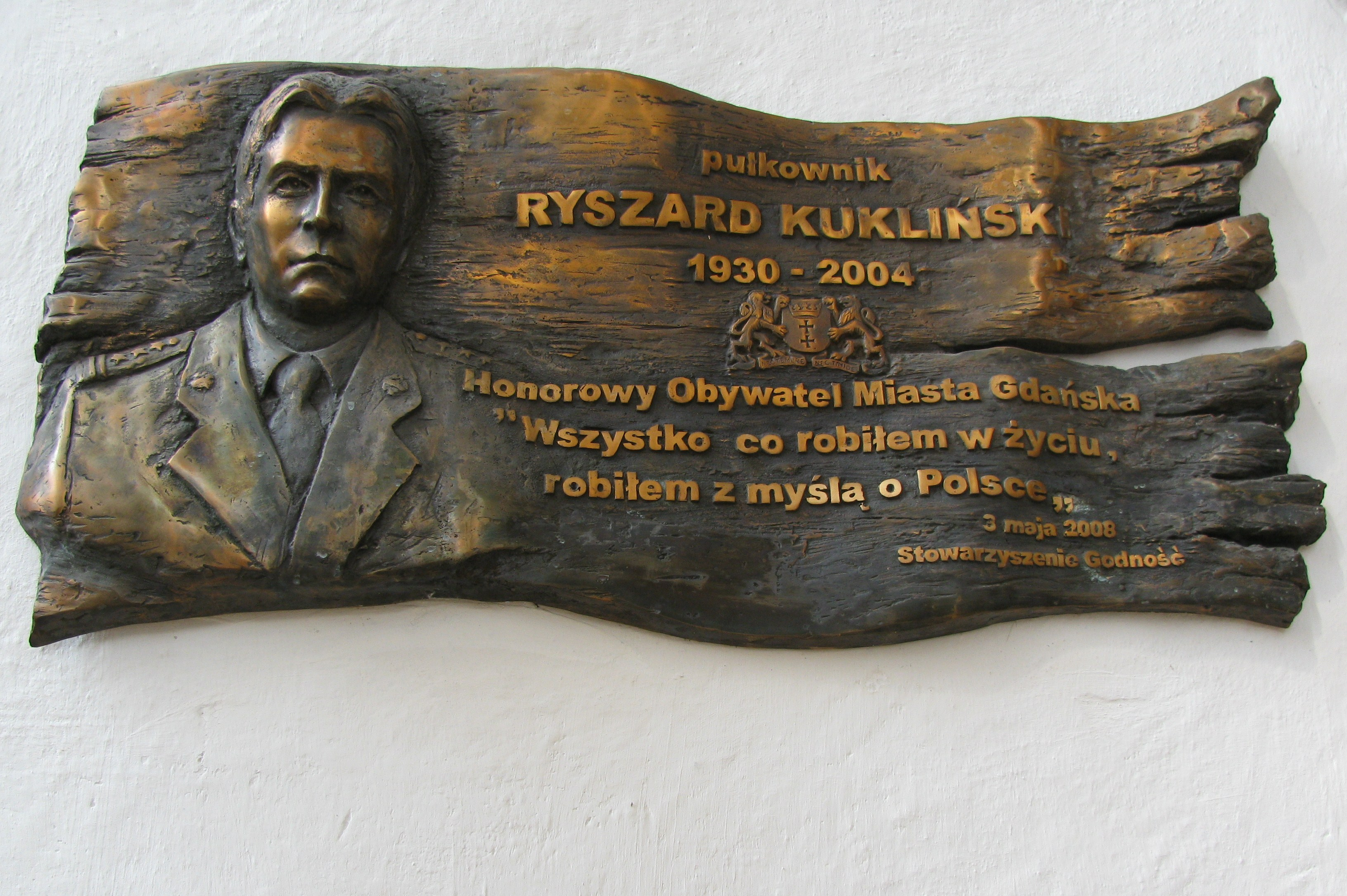
Tablica pamiątkowa zainstalowana w gdańskiej bazylice Mariackiej

Kukliński otrzymał również wysokie odznaczenie CIA – Distinguished Intelligence Medal, które aż do tego momentu nadawane było wyłącznie obywatelom USA. W 1998 roku został odznaczony Medalem Polonia Mater Nostra Est.
Porozumienie Organizacji Kombatanckich i Niepodległościowych od chwili śmierci Ryszarda Kuklińskiego zabiega o awansowanie go do stopnia generała brygady i uhonorowanie Orderem Orła Białego. Bezskutecznie zwracało się wcześniej w tej sprawie z podobnymi apelami do prezydentów Aleksandra Kwaśniewskiego i Lecha Kaczyńskiego.
O pośmiertne podniesienie rangi pułkownika Ryszarda Kuklińskiego do rangi generała zwróciła się 18 lutego 2004 roku do prezydenta RP inicjatywa polityczna „Centrum” pod przewodnictwem prof. Zbigniewa Religi.

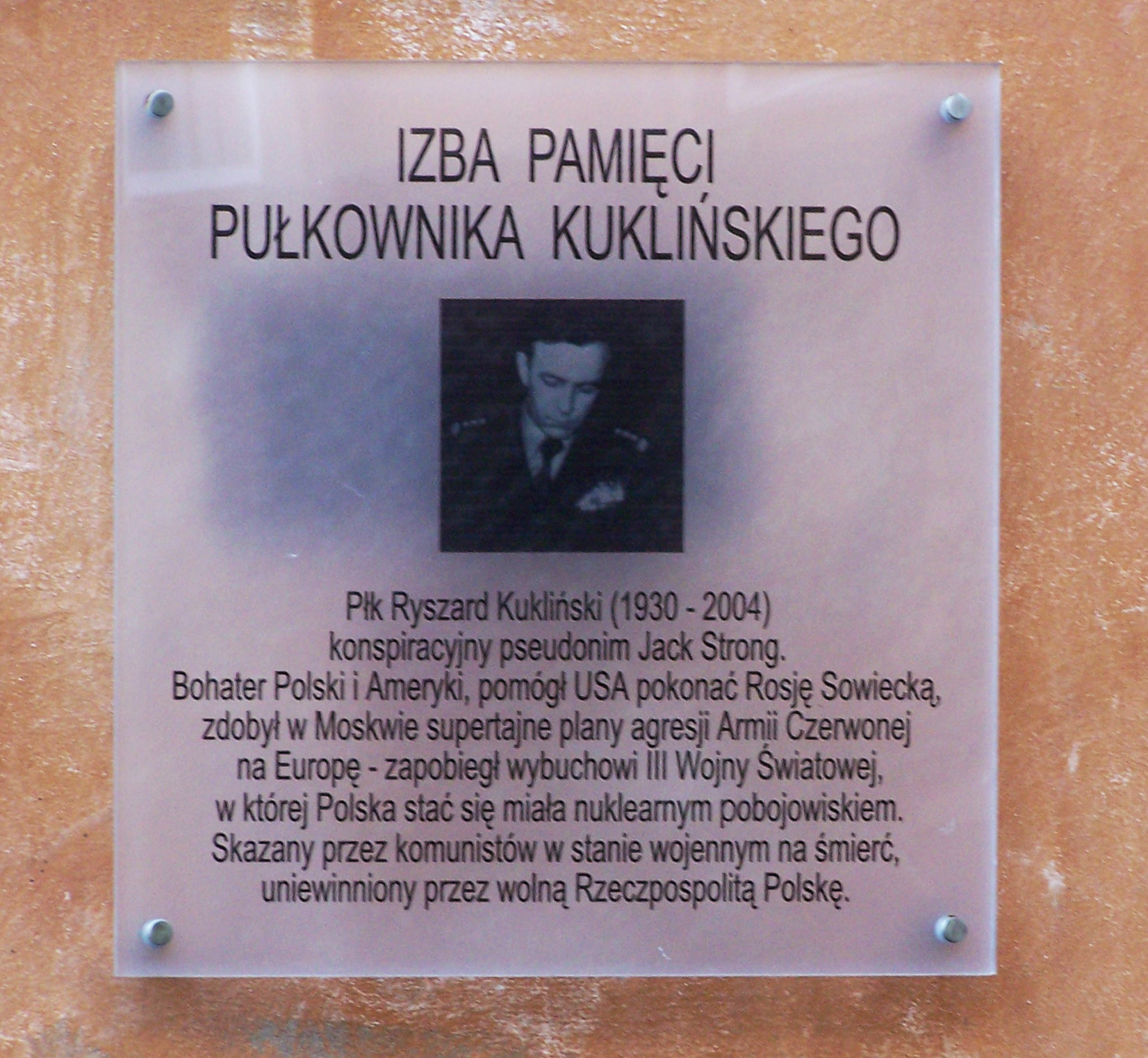
Tablica na budynku Izby Pamięci Pułkownika Ryszarda Kuklińskiego przy ul. Kanonia 20/22 w Warszawie

Prezydent RP Andrzej Duda postanowieniem z dnia 2 września 2016 roku mianował pośmiertnie Ryszarda Kuklińskiego na stopień generała brygady. Akt nominacji w dniu Narodowego Święta Niepodległości 11 listopada 2016 odebrał Filip Frąckowiak, dyrektor Izby Pamięci Pułkownika Ryszarda Kuklińskiego.

## Izba Pamięci
W 2006 na warszawskiej Starówce, przy ul. Kanonii 20/22 (w pobliżu katedry św. Jana Chrzciciela) utworzono Izbę Pamięci Pułkownika Kuklińskiego. 17 listopada 2010 Hanna Gronkiewicz-Waltz podjęła decyzję o jej zamknięciu, jednak decyzję cofnęła. Założycielem i dyrektorem Izby Pamięci Pułkownika Kuklińskiego był Józef Szaniawski; po śmierci którego kieruje nią jego syn, Filip Frąckowiak. Od września 2016 w związku z pośmiertną nominacją generalską Ryszarda Kuklińskiego, muzeum funkcjonuje pod nazwą Izba Pamięci Generała Kuklińskiego.

## Publikacje i filmy o płk. Kuklińskim
Publikacje książkowe:

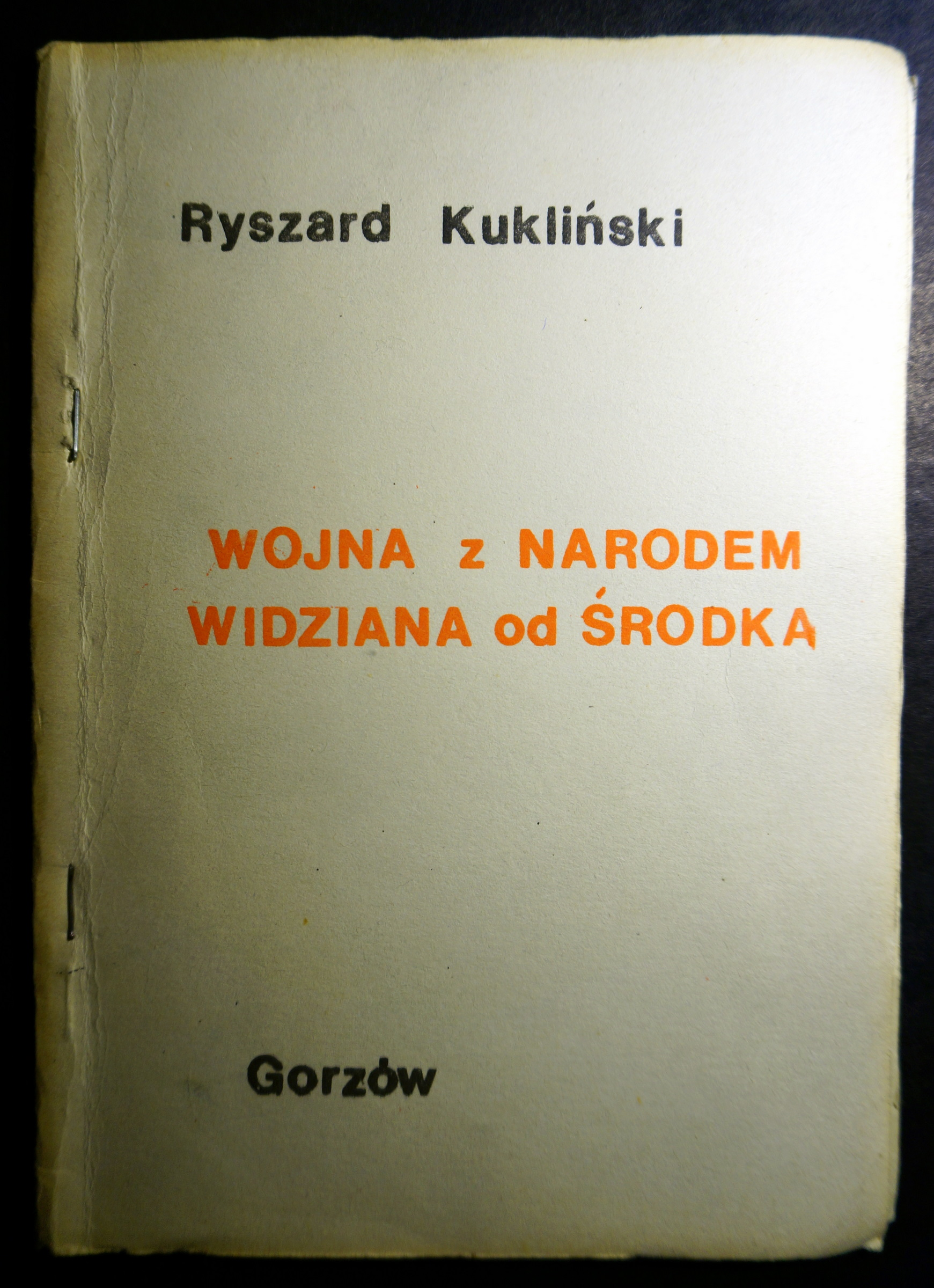
Wydawnictwo podziemne z 1987 r.

- Wojna z narodem widziana od środka. Rozmowa z b. płk. dypl. Ryszardem Kuklińskim przeprowadzona w piątą rocznicę wprowadzenia stanu wojennego, 1987 (wywiad udzielony paryskiej „Kulturze” nr 4/87, przedruk wydany w Polsce w drugim obiegu wydawniczym),
- Manfred E. Berger, Jaruzelski, 1991,
- Wojciech Jaruzelski, Stan wojenny dlaczego..., 1992,
- Krzysztof Dubiński, Iwona Jurczenko-Topolska, Być szpiegiem, 1994,
- Krzysztof Dubiński, Iwona Jurczenko: Oko Pentagonu. Rzecz o pułkowniku Ryszardzie Kuklińskim. Warszawa: K.M.S.O, 1995. ISBN 83-85608-57-5. OCLC 35453302. (pol.).
- Andrzej Krajewski, Bohater z bliska. Zasługa dla Polski, 1999 (2014 jako e-book pod tytułem Zasługa dla Polski; książka oparta na rozmowach, jakie odbył z pułkownikiem amerykański korespondent TVP przed rokiem 1994)
- Józef Szaniawski, Samotna misja – pułkownik Kukliński i zimna wojna, 2003 (książka napisana przez pełnomocnika pułkownika Kuklińskiego w Polsce),
- Maria Nurowska: Mój przyjaciel zdrajca. Wyd. 3. Warszawa: Wydawnictwo W.A.B. – Grupa Wydawnicza Foksal, 2011. ISBN 978-83-280-0883-0. OCLC 945099248. (pol.). (biografia oparta na rozmowach autorki z pułkownikiem Kuklińskim, które odbyły się z jego inicjatywy; książka na życzenie pułkownika ukazała się dopiero po jego śmierci)
- Józef Szaniawski, Pułkownik Kukliński. Misja Polski, 2005,
- Józef Szaniawski, Pułkownik Kukliński – tajna misja, 2008,
- Benjamin Weiser: Ryszard Kukliński. Życie ściśle tajne. Warszawa: Świat Książki, 2014. ISBN 978-83-7943-630-9. OCLC 879529234. (pol.). (książka autoryzowana przez agencję CIA i napisana na podstawie dokumentów ujawnionych autorowi przez agencję),
- Yust Ronald, Jack Strong Vel Ryszard Kukliński nadaje, 2014 (fabularyzowana biografia napisana w formie powieści szpiegowskiej z wieloma wątkami fikcyjnymi),
- Marek Barański: Nogi Pana Boga. Warszawa: Keep Smiling, 2010. ISBN 978-83-930294-0-2. OCLC 676716136. (pol.).
- Paweł Wieczorkiewicz, Justyna Błażejowska: Przez Polskę Ludową na przełaj i na przekór. Poznan: Zysk i S-ka, 2011. ISBN 978-83-7506-651-7. OCLC 756901714. (pol.).
- Krzysztof Dubiński: Jaruzelski. Generał przegranej sprawy. Warszawa: Ringier Axel Springer Polska, 2014. ISBN 978-83-7813-679-8. OCLC 890404996. (pol.).
- Krzysztof Dubiński: Ryszard Kukliński. Bohater czy zdrajca. Warszawa: Ringier Axel Springer Polska, 2014. ISBN 978-83-7813-584-5. OCLC 869939844. (pol.).
- Franciszek Puchała: Szpieg CIA w polskim sztabie generalnym. O Ryszardzie Kuklińskim bliżej prawdy. Warszawa: Bellona, 2014. ISBN 978-83-11-13170-5. OCLC 881496045. (pol.). (książka napisana przez antagonistę Kuklińskiego z Ludowego Wojska Polskiego),
- Sławomir Cenckiewicz: Atomowy szpieg: Ryszard Kukliński i wojna wywiadów. Poznan: Zysk i S-ka Wydawnictwo, 2014. ISBN 978-83-7785-477-8. OCLC 897750385. (pol.). (biografia oparta na polskich i zagranicznych dokumentach historycznych uwypuklająca aspekt warsztatu szpiegowskiego),
- Sławomir Koper: Wielcy szpiedzy w PRL. Warszawa: Wyd. Czerwone i Czarne, 2014. ISBN 978-83-7700-156-1. OCLC 892494790. (pol.).

Filmy:
- Pułkownik Kukliński, film dokumentalny z 1997, reż. Andrzej Trzos-Rastawiecki;
- Sprawa Pułkownika Kuklińskiego, film dokumentalny z 1998, reż. Jolanta Kessler, Józef Szaniawski;
- Gry wojenne, film dokumentalny z 2008, reż. Dariusz Jabłoński. Jego premiera odbyła się w grudniu 2008 w siedzibie CIA[113];
- Jack Strong, film fabularny z 2014, reż. Władysław Pasikowski, w rolę pułkownika Ryszarda Kuklińskiego wcielił się Marcin Dorociński.

## Upamiętnienie
- 4 listopada 2014 uchwałą podjętą na sesji Rady Miasta Poznania skwerowi ograniczonemu ulicami Królowej Jadwigi, Krakowską oraz Karmelicką na obszarze Osiedla Stare Miasto w Poznaniu nadano imię Ryszarda Kuklińskiego[114][115].
- 17 września 2015 odsłonięto pomnik Ryszarda Kuklińskiego w Gdyni[116].
- 4 czerwca 2018 odsłonięto pomnik Ryszarda Kuklińskiego na pl. Jana Nowaka-Jeziorańskiego w Krakowie[117].
- W Krakowie Ryszarda Kuklińskiego upamiętnia też nazwa ulicy w dzielnicy Podgórze oraz popiersie w Parku Jordana.
- 23 września 2023 odsłonięto pomnik Ryszarda Kuklińskiego przy ul. Pretficza 24 we Wrocławiu.[118]